# 엑스원 (텔레비전 채널)
엑스원(X ONE)은 KX이노베이션에서 운영하고 있는 다큐 채널이다. 2017년 7월 18일 대한민국 전국 지역 방송국의 케이블 TV채널로 개국하였다. 이전 채널명은 초기에는 헝그리앱TV이었고 이후에는 다큐원이었다가 2023년 5월 2일부터 채널명이 엑스원(X ONE)으로 바꿨다.

## 슬로건
- 다큐원 시절 : 세상을 담다
- 엑스원 : 아래와 같음.
  - 무한한 이야기, 독보적 즐거움
  - 이야기에 이야기를 더하다

## 주요 프로그램
- 나는 자연인이다
- 휴먼다큐 사노라면
- 기막힌 이야기 실제상황
- 농업이 미래다
- 명물인생
- 김영철의 동네 한 바퀴
- 이영돈 PD, 논리로 풀다
- 순간포착 세상에 이런일이
- 미션 갈라파고스
- 현장르포 특종세상
- 사막의 개미제국
- 야생동물들의 성장기
- 살아있는 지구
- 샤크만의 돌고래 가족
- 라이프
- 인간극장
- TV 동물농장
- 천일야사
- 바다로 간 사나이

### 엑스원 개편 직후
- 미운 우리 새끼
- 개는 훌륭하다
- 불타는 청춘
- 트롯 매직유랑단
- 꼬리에 꼬리를 무는 그날 이야기

## 같이 보기
- 디원TV
- Mplex
- 팍스경제TV